# Stereopsis nigripes
Stereopsis nigripes är en svampart som beskrevs av D.A. Reid 1965. Stereopsis nigripes ingår i släktet Stereopsis och familjen Meruliaceae.   Inga underarter finns listade i Catalogue of Life.